# Dia internacional de la llengua anglesa de l'ONU
El Dia de la llengua anglesa de l'ONU se celebra anualment el 23 d'abril. L'esdeveniment va ser creat pel Departament d'Informació Pública de l'ONU el 2010 "per celebrar el multilingüisme i la diversitat cultural, així com per promoure l'ús igualitari de les sis llengües oficials a tota l'Organització".
Per al Dia de la Llengua Anglesa, es va escollir el 23 d'abril perquè és la data "tradicionalment observada com l'aniversari i la data de la mort de William Shakespeare". Es van seleccionar altres dates per a la celebració de les altres cinc llengües oficials de l'ONU.